# Landtagswahl in Brandenburg 1990
- PDS-LL: 13
- SPD: 36
- Bü90: 6
- FDP: 6
- CDU: 27

- Regierung: 48
- Opposition: 40

| SPD 20–30 % 30–40 % 40–50 % 50–60 % 60–70 % 70–80 % | CDU 20–30 % 30–40 % 40–50 % 50–60 % 60–70 % 70–80 % | Sonstige PDS 30–40 % FDP 30–40 % FDP 40–50 % Grüne 30–40 % Gemeindefreies Gebiet |

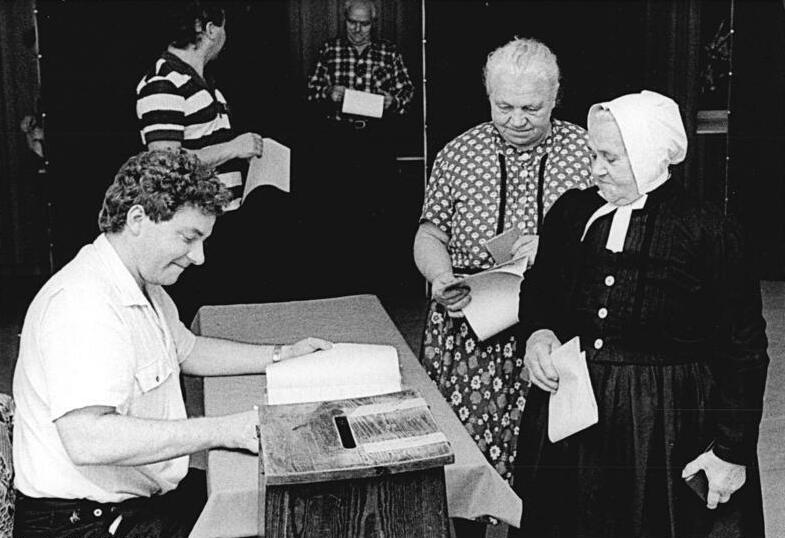
Sorbische Wählerinnen in Cottbus bei der Landtagswahl 1990

Die Stimmenmehrheiten der Erststimmen (l.) und Zweitstimmen (r.) in den Wahlkreisen

Die Landtagswahl in Brandenburg 1990 bestimmte die Zusammensetzung der 1. Wahlperiode des Landtags Brandenburg auf Grundlage der Ergebnisse aus den 44 Wahlkreisen, nachdem das Land am 3. Oktober 1990 neugegründet wurde. Die Wahl fand am 14. Oktober 1990 statt.
Mit der Landtagswahl konstituierte sich das Land Brandenburg 11 Tage nach dem Beitritt der fünf neuen Länder zur Bundesrepublik Deutschland neu. Gleichzeitig wurden auch die entsprechenden neuen Landtage in den anderen neuen Ländern Mecklenburg-Vorpommern, Sachsen, Sachsen-Anhalt und Thüringen sowie ein nachfolgender Landtag in Bayern gewählt.
Die Wahlbeteiligung lag bei 67,1 %. Im Gegensatz zu den anderen vier neuen Ländern wurde in Brandenburg die SPD stärkste Kraft im Landtag. Die konstituierende Sitzung des Landtags fand am 26. Oktober 1990 statt, zu seinem ersten Präsidenten wurde der SPD-Politiker Herbert Knoblich gewählt.
Für die SPD kandidierte der ehemalige Konsistorialpräsident Manfred Stolpe, für die CDU Peter-Michael Diestel. Stolpe bildete eine Ampelkoalition aus SPD, FDP und Bündnis 90 und wurde am 1. November 1990 zum ersten Ministerpräsidenten des wieder gegründeten Landes Brandenburg gewählt.

## Die Ergebnisse
| Listen                       | Listen            | Erststimmen | Erststimmen | Erststimmen | Zweitstimmen | Zweitstimmen | Zweitstimmen | Mandate Gesamt |
| Listen                       | Listen            | Stimmen     | %           | Mandate     | Stimmen      | %            | Mandate      | Mandate Gesamt |
| ---------------------------- | ----------------- | ----------- | ----------- | ----------- | ------------ | ------------ | ------------ | -------------- |
|                              | SPD               | 411.472     | 32,6        | 30          | 487.134      | 38,2         | 6            | 36             |
|                              | CDU               | 388.465     | 30,8        | 14          | 374.572      | 29,4         | 13           | 27             |
|                              | PDS-LL            | 180.621     | 14,3        | –           | 170.804      | 13,4         | 13           | 13             |
|                              | FDP               | 89.786      | 7,1         | –           | 84.501       | 6,6          | 6            | 6              |
|                              | Bündnis 90        | 108.145     | 8,6         | –           | 81.725       | 6,4          | 6            | 6              |
|                              | Grüne             | 54.601      | 4,3         | –           | 36.238       | 2,8          | –            | –              |
|                              | REP               | –           | –           | –           | 14.631       | 1,1          | –            | –              |
|                              | DSU               | 22.220      | 1,8         |             | 12.552       | 1,0          | –            | –              |
| Gesamt                       | Gesamt            | 1.263.231   | 100         | 44          | 1.273.906    | 100          | 44           | 88             |
|                              |                   |             |             |             |              |              |              |                |
| Ungültige Stimmen            | Ungültige Stimmen | 48.889      | 3,7         |             | 38.214       | 2,9          |              |                |
| Wähler                       | Wähler            | 1.312.120   | 67,1        |             | 1.312.120    | 67,1         |              |                |
| Wahlberechtigte              | Wahlberechtigte   | 1.955.403   |             |             | 1.955.403    |              |              |                |
|                              |                   |             |             |             |              |              |              |                |
| Quelle: Landtagswahlen 10/90 |                   |             |             |             |              |              |              |                |